# Katarina Kruhonja
Katarina Kruhonja (ur. 1949)  – pacyfistka z Osijeku we wschodniej Chorwacji.
Dyrektor Centrum Pokoju, Nieagresji i Praw Człowieka, organizacji pozarządowej z siedzibą w Osijeku, założonej przy wsparciu Adama Curle. W 1998 r. Otrzymała nagrodę Right Livelihood Award wraz z Vesną Terselic z kampanii antywojennej Chorwacji.